# Synagogue de Carlsbad (1877-1938)

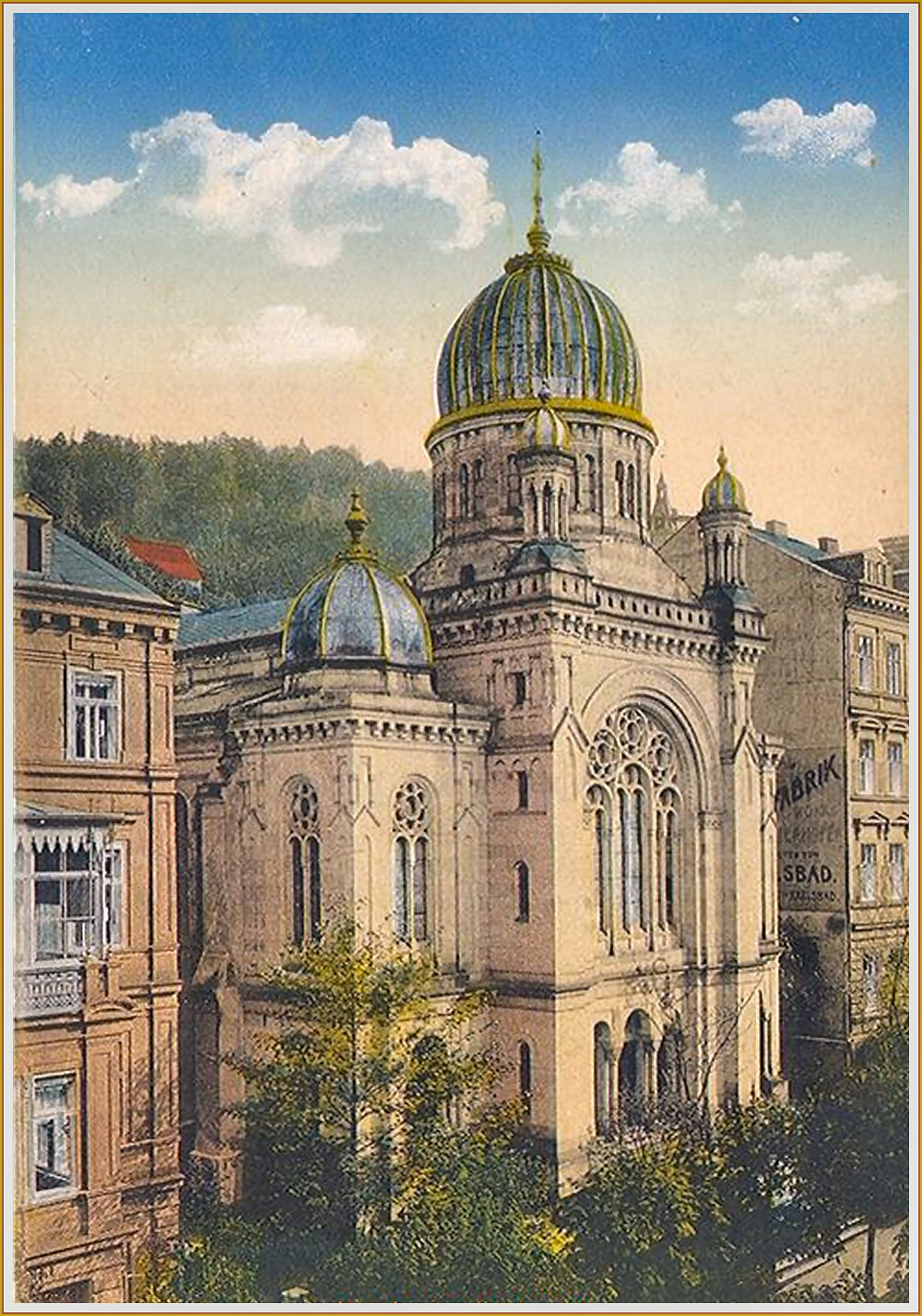
La synagogue de Carlsbad

La synagogue de Carlsbad ou synagogue de Karlovy Vary, inaugurée en 1877, a été détruite en 1938 lors de la nuit de Cristal comme la plupart des autres lieux de culte juif en Allemagne et dans les territoires alors annexés par le Troisième Reich.
Jusqu'en 1918, Carlsbad, située dans la Région des Sudètes, fait partie du Royaume de Bohême, dépendant de la couronne d'Autriche. Elle est très prisée comme station thermale. Après la Première Guerre mondiale, bien que majoritairement peuplés d'Allemands, les Sudètes sont intégrés à la Tchécoslovaquie et la ville prend le nom tchèque de Karlovy Vary. À la suite des accords de Munich, les Sudètes sont annexés par l'Allemagne nazie et réunis au Reich allemand le 21 octobre 1938. Karlovy Vary reprend son ancien nom allemand de Karlsbad. Après la Seconde Guerre mondiale, Karlovy Vary redevient une ville tchécoslovaque d'où est expulsée la majorité des habitants germanophones. Actuellement la ville compte un peu plus de 50 000 habitants.

## Histoire de la communauté juive

### Une communauté florissante
On ignore si avant 1499, date à laquelle le roi Vladislav II de Bohême  interdit aux Juifs de résider dans la ville royale de Carlsbad, si des Juifs habitaient déjà en ville. En raison de cette interdiction, une petite communauté juive va se développer dès le XVe siècle, dans la petite ville de Lichtenstadt (Hroznětín), située à 10 km au nord de Carlsbad, avec sa synagogue et son cimetière juif. On sait cependant qu'un marchand de tabac juif a vécu à Carlsbad de 1793 à 1799, et qu'en 1834, malgré l'interdiction, la police identifiera une trentaine de personnes juives habitant clandestinement Carlsbad.
Il faut attendre les mouvements révolutionnaires de mars 1848 pour que des Juifs, pour la plupart des commerçants fournissant les curistes, soient de nouveau autorisés à séjourner officiellement à Carlsbad pendant la saison estivale.
Mais dès 1847, il existe une maison de cure pour les Juifs, installée dans une petite maison de briques, servant auparavant de chapelle, située sur une colline surplombant la ville. À l'intérieur se trouvait certainement une salle de prière. L'ensemble des bâtiments de la colline a été rasé au début du XXe siècle pour faire place au complexe hôtelier de luxe Hôtel Impérial. La même année 1847, voit l'ouverture d'une école juive, d'un hôpital et d'un hospice juifs ainsi que la constitution d'un chœur synagogal, d'une association des femmes juives et d'une Hevra Kaddisha (fraternité du dernier devoir).
En 1864 est créée une Association religieuse juive, qui est transformée cinq ans plus tard, le 31 octobre 1869 en Communauté juive, lorsque le nombre de familles vivant à Carlsbad atteint une centaine, dont environ la moitié originaire de Lichtenstadt (Hroznětín). Plus de 60 écoliers fréquentent alors l'école juive. Le nombre d'habitants juifs continue à augmenter. Des restaurants cacher s'ouvrent, non seulement pour les habitants juifs mais aussi pour les nombreux curistes juifs. En 1894 est fondée l'association humaniste B'nai B'rith  et en 1897 l'association Eintracht (Concorde). L'Association populaire de Sion développe de nombreuses activités. Le 1er mai 1903 est ouvert l'hospice Kaiser Franz Josef – Regierungs – Jubileumshospitz für Israeliten permettant d'assurer chaque année, des soins thérapeutiques d'une durée de quatre semaines à Carlsbad, à 370 Juifs nécessiteux de par le monde. En 1925 est construite une maison de retraite pour personnes âgées. La plupart de ces constructions sont dues à l'action du rabbin Ignaz Ziegler, qui récolte de l'argent lors de ses tournées de promotion, principalement aux États-Unis. Pour les enfants juifs de Carlsbad, une maison de vacances est ouverte à Shlaggenwald, distant de 15 km de Karlovy Vary.
En 1870 le  rabbin de Carlsbad est E. Oppenheimer auquel succède le Dr Rudolph Plaut puis le Dr Nathan Porges et à partir du 15 août 1888 jusqu'à son éviction à l'automne 1938, le rabbin Dr Ignaz Ziegler, excellent écrivain religieux et philosophique. Le président de la communauté est en 1869 Salamon Knopflemacher, qui sera suivi par Ludwig Moser puis par Adolf Rosenfeldd. À partir de 1920 et jusqu'à l'occupation allemande, le président est le Dr Charles Moser.
En 1849, le nombre de familles juives résidant à Karlovy Vary était de 5. En 1869, la population juive atteint 100 personnes, puis 914  en 1880, soit 8,6 % de la population totale de la ville; 1 405 en 1900, soit 9,5 % de la population et 2 120 en 1930. À cette date, elle représente 8,8 % de la population totale de la ville, mais beaucoup plus, si on compte les curistes juifs. En 1915, lors de la Première Guerre mondiale, la ville voit un afflux temporaire d'environ 3 600 réfugiés juifs de Galicie, fuyant les hostilités.
Les Juifs sont très impliqués dans l'économie de la ville, surtout dans le tourisme thermal. On compte de nombreux médecins juifs. Deux familles juives, les Moser et les Becher possèdent des usines dont la célébrité s'étend au-delà de Carlsbad. Ludwig Moser fonde en 1857 un atelier de verrerie qui deviendra la  cristallerie Moser, célèbre pour son cristal dit de Bohème et qui fournira entre autres la cour d'Angleterre, la cour impériale d'Autriche ainsi que celle du sultan turc Abdülhamid II. Josef Vitus Becher invente en 1807, une liqueur censée soigner les aigreurs d'estomac, mais c'est Johann Becher qui la produira de façon industrielle et la commercialisera mondialement sous le nom de Becherovka.
Parmi les personnalités juives célèbres dans le domaine des arts et des sciences, originaires de Carlsbad, on peut citer:  le docteur Ernst Löwenstein (1878–1950) de l'école médicale de Vienne; l'écrivain Bruno Adler (en) (1889–1968); l'écrivain dadaïste Walter Serner (1889-1942); le chef d'orchestre Franz Allers (en) (1905–1995); le compositeur et chef d'orchestre Walter Kaufmann (1907–1984). La ville compte, avant l'arrivée des Allemands 40 avocats juifs et 73 médecins juifs. Alois Klein possède l'hôtel Parkhotel Richmond ainsi que l'hôtel Atlantic et le docteur Isidor Müler est le fondateur du sanatorium de la rue Krížiková.
Les Juifs participent aussi à la vie politique et associative de la ville: le romancier Ernst Sommer (de) est membre du conseil municipal de la ville en tant que membre du parti social-démocrate. Il émigre en Angleterre après les accords de Munich. Le poète et musicien Louis Fürnberg est membre du parti communiste tchécoslovaque.
Les mouvements sionistes sont fortement implantés à Karlovy Vary. Du 1er au 15 septembre 1921, se tient dans la ville thermale le  XIIe Congrès sioniste mondial, présidé par Chaim Weizmann, futur premier président de l'État d'Israël. La même année en août, se déroulent à Karlovy Vary trois autres évènements juifs: le Congrès international des étudiants sionistes, la Conférence mondiale de Parti socialiste populaire juif et la Conférence mondiale du Fonds national juif. Du 6 au 16 août 1923 se déroule encore à Karlovy Vary le XIIIe Congrès sioniste mondial.

### La période nazie
Le 21 octobre 1938, l'Allemagne annexe les Sudètes. Lors de la nuit de Cristal, du 9 au 10 novembre 1938, la synagogue, l'hôpital juif et de nombreux commerces appartenant aux Juifs sont pillés ou incendiés. L'hôpital juif et la maison de retraite sont immédiatement confisqués et servent dans un premier temps de casernement pour le Freikorps des Sudètes, puis pour le gouvernement allemand.
Juste avant l'invasion des Sudètes, la population juive de Carlsbad est estimée à 2 600. Un nombre important de Juifs réussissent à fuir vers l'arrière-pays juste avant l'occupation allemande. Au cours de la nuit de Cristal, la Gestapo, la SS et la SA arrêtent 283 chefs de famille parmi les plus riches et les déportent au camp de concentration de Buchenwald près de Weimar. Là, sous la contrainte des SS et d'avocats du Ministère du Reich aux Finances, ils sont forcés de signer un acte de donation volontaire de leurs biens à l'État allemand. L'État allemand devient ainsi propriétaire à Carlsbad de dizaines d'hôtels, chambres d'hôtes, spas et autres commerces. Les signataires appauvris sont renvoyés chez eux. L'aryanisation des biens juifs concerne 29 % de l'ensemble des commerces et entreprises de la ville. La situation a été exactement identique dans les autres villes thermales des Sudètes, telles que Marienbad (Mariánské Lázně) et Franzensbad (Františkovy Lázně).
Le 15 novembre 1938, une deuxième vague d'arrestations a lieu, cette fois de familles entières, transférées à Espenthor (Olšová Vrata), village situé à six kilomètres de Carlsbad.
On estime que pendant la Seconde Guerre mondiale, plus de 90 % des Juifs de Karlsbad, y compris ceux qui avaient fui vers l'arrière-pays, seront arrêtés, déportés dans des camps de concentration et massivement assassinés. Très peu survivront.

### L'après guerre
En 1945, après la fin de la guerre, seuls 26 Juifs, ayant échappé à la mort, reviennent à Karlovy Vary. Une petite communauté juive est alors recréée en juillet 1945. Elle comptera jusqu'à 500 membres, principalement des Juifs originaire d'Europe de l'Est. En 1966, il n'y a plus que 222 Juifs et en 1995 seulement 44, à la suite d'une émigration importante, principalement des jeunes. En 2002, des tracts sont distribués appelant à un pogrom, et le mémorial aux victimes de la Shoah est endommagé. La communauté ne se réunit maintenant qu'à l'occasion des grandes fêtes.
En 1951, après la guerre, et à la suite de l'établissement de la République socialiste tchécoslovaque, par décision du Comité national unifié de Karlovy Vary, les biens de la communauté, hospice et maison de retraite, sont confisqués comme étant des actifs de personnes morales allemandes.
Il faut attendre le 14 juillet 2004, pour que la décision soit prise de restituer à la communauté juive une partie des biens qu'elle possédait.

## Synagogue

### Les premières synagogues
Initialement, une salle est réservée comme lieu de prière dans l'établissement  de cure réservé aux Juifs, situé sur la colline dominant la ville.
Une première synagogue est construite en 1847 dans l'Helenen Strasse (aujourd'hui rue Libušina), transformée plus tard en une seconde synagogue plus spacieuse, de type mauresque alors à la mode pour les synagogues d'Europe centrale, et permettant d'accueillir jusqu'à 120 fidèles. Mais sa capacité devient rapidement insuffisante. Remplacée par la grande synagogue de la Parkstrasse, le bâtiment sera démoli en 1886.

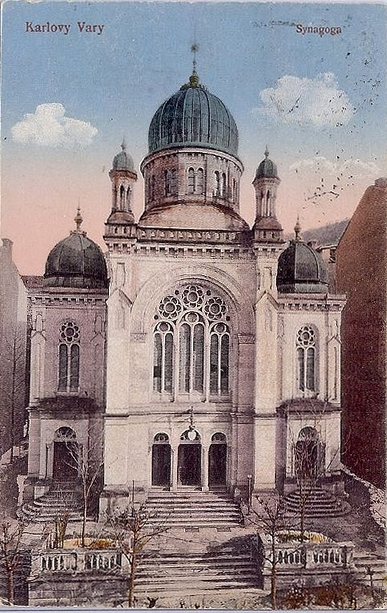
La synagogue vers 1920

### Construction

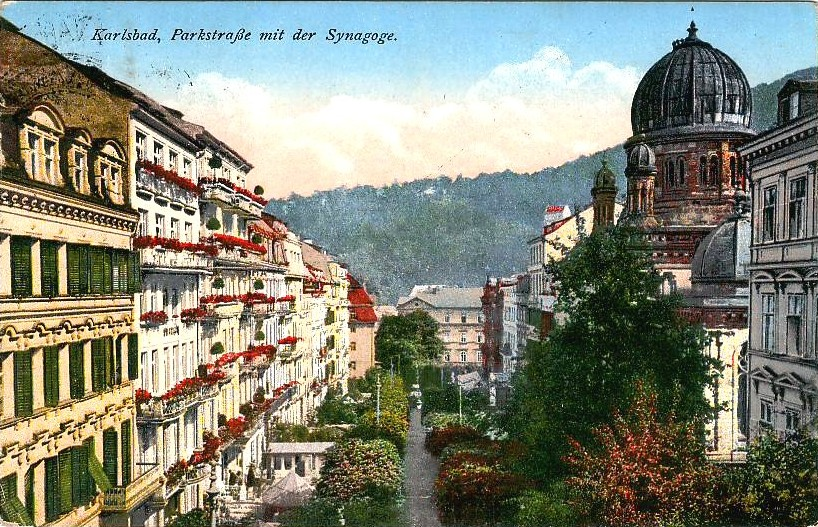
La Parkstrasse avec la synagogue vers 1900

À la suite de l'augmentation constante du nombre de membres de la communauté juive, il est décidé dans les années 1870 de construire une nouvelle grande et belle synagogue permettant d'accueillir confortablement tous les fidèles jusqu'alors dispersés dans différents lieux de culte, La synagogue est construite en 1875-1877 dans la Parkstrasse (actuellement: rue Sadová), selon les plans de l'architecte Adolf Wolff de Stuttgart, en style éclectique néoroman et néogothique, et solennellement consacrée le 4 septembre 1877 par l'installation d'un Sefer Torah, quatre jours avant la fête de Roch Hachana (nouvel an juif). Elle peut accueillir jusqu'à 1 200 fidèles. L'ensemble a coûté la somme de 154 920 florins-or, payée entièrement par les fidèles locaux et les curistes.
Le bâtiment construit en bloc de grès, selon un plan rectangulaire à trois nefs, fait 36 mètres de long, par 22 mètres de large et 40 mètres de hauteur. Il comprend un corps principal surmonté d'un grand dôme et de deux petits lanterneaux, et en léger retrait, deux corps latéraux, eux aussi surmontés d'un dôme. La synagogue sera un des bâtiments les plus remarquables de la ville.
On entre dans le vestibule central de la synagogue après avoir monté les huit marches du perron et passé sous le portail tripartite, à trois baies à arc en plein cintre, séparées par de fines colonnettes. Au-dessus de l'entrée, une immense fenêtre à arc plein cintre, à remplage perpendiculaire, surmonté de roses.
L'intérieur est richement décoré de sculptures en relief avec des éléments mauresques colorés. Les arcades de chaque côté de la nef centrale sont supportées par huit colonnes élancées. Cinq piliers, émergeant des galeries réservées aux femmes, soutiennent de chaque côté le fardeau du plafond de la nef. Comme de nombreuses synagogues réformées construites dans la seconde moitié du XIXe siècle, la disposition interne ressemble beaucoup à celle des églises chrétiennes. Les bancs font face à l'Arche Sainte et la Bimah est disposée devant l'Arche. Le rez-de-chaussée est réservé aux hommes, et les femmes s'installent au premier étage dans les galeries qui cernent de trois côtés la salle.

### Destruction
La synagogue sert à la communauté juive locale jusqu'à l'annexion des Sudètes par l'Allemagne nazie, à la suite des accords de Munich. Lors de la nuit de Cristal, du 9 au 10 novembre 1938, le bâtiment est pillé et incendié entièrement. Les ruines sont rasées en 1939,. Certaines pierres de grès seront utilisées pour la construction d'un barrage sur la rivière Ohře.
En 1956, sur le site de la synagogue est érigé un monument à la mémoire des victimes juives du nazisme. Dans les années 1984-1985, le monument est déplacé pour permettre la construction sur l'ancien site de la synagogue de l'hôtel Družba, devenu depuis l'hôtel Bristol. Plus tard, l'hôtel apposera sur son mur gauche une plaque commémorative rappelant l'existence de la synagogue.